# Glaire-Latour
Glaire-Latour est une ancienne commune française, située dans le département des Ardennes en région Grand Est.
Elle fusionne, en 1828, avec Villette, pour former la commune de Glaire-et-Villette. 

## Histoire
L'on ne sait la période exacte de la réunion des deux villages de Glaire et de La Tour-à-Glaire sous une seule commune : 
- Le Traité sur les tailles et les tribunaux qui connoissent de cette imposition, par M. Auger, avocat du Roy, de 1788, mentionne encore La Tour-Aglaire, dans la souveraineté de Château-Regnault[1]. Dans ce même document, Glaire est désigné dans l'élection de Rethel.
- La liste des constituants de 1789 indique un Fleury (Jean), curé d'Iges, Villette et La Tour-à-Glaire, bachelier en Sorbonne, député électeur du bailliage de Sedan. Il est donc certain, qu'alors, les deux paroisses de Glaire et de La Tour-à-Glaire sont indépendantes[2].
- Plus tard, le Recueil des arrêts du Conseil, ou Ordonnances royales rendues en Conseil d’État, par L. Macarel & Deloche, 1827 [3] semble indiquer La Tour-à-Glaire pour une commune indépendante en 1804 : « Par décret du 15 octobre 1804 (23 Vendémiaire an XIII), le sieur Trécourt, propriétaire du moulin de la Tour-à-Glaire, situé dans le territoire de la commune de ce nom, sur la Meuse et dans le département des Ardennes, obtint l'autorisation … »

Elle fusionne, en 1828, avec Villette, pour former la commune de Glaire-et-Villette. 

### Fusion de 1971
En 1971, cette commune de Glaire-et-Villette absorba la commune d'Iges pour former la nouvelle commune de Glaire.

## Politique et administration
| Période                                  | Période | Identité | Étiquette | Qualité |
| ---------------------------------------- | ------- | -------- | --------- | ------- |
|                                          |         |          |           |         |
| Les données manquantes sont à compléter. |         |          |           |         |

## Démographie
| 1793 | 1800 | 1806 | 1821 |
| ---- | ---- | ---- | ---- |
| 149  | 150  | 144  | 168  |

Histogramme

(élaboration graphique par Wikipédia)